# Frank Kendall III
Frank Kendall III (n. 26 de enero de 1949) es un militar estadounidense que es el 26.º secretario de la Fuerza Aérea desde 2021.

## Biografía
Se graduó en la Academia Militar de los Estados Unidos obteniendo un título de grado en ciencias. Fue oficial de la Fuerza Aérea de 1971 a 1982 y oficial de reserva del Ejército de 1982 a 1999. Posteriormente desempeñó diferentes puestos. En 2021 (el 12 de julio) la administración de Joe Biden lo escogió para ser secretario de la Fuerza Aérea.

| Predecesor: John P. Roth | 26.º secretario de la Fuerza Aérea de los Estados Unidos 12 de julio de 2021-20 de enero de 2025 | Sucesor: - |